# Танатаров, Айткали
Айткали Танатаров (каз. Айтқали Таңатаров; 1901 год — 1977 год) — старший табунщик колхоза имени Карла Маркса Урдинского района Западно-Казахстанской области, Казахская ССР. Герой Социалистического Труда (1948).

## Биография
Айткали Танатаров родился в 1901 году в селе Суюндук Денгизского района Гурьевской области Казахстана в семье скотовода. Казах по национальности.
С ранних лет занимался трудом, помогая своей семье. В 1917 году начал работать на соляных промыслах Нижнего Баскунчака, где приобрёл первый опыт в сельском хозяйстве и животноводстве.
С 1929 года Айткали Танатаров работал табунщиком в колхозе имени Карла Маркса Урдинского района. Его профессионализм и ответственное отношение к делу позволили ему ежегодно добиваться стопроцентного воспроизводства в табуне: от каждой закреплённой конематки он выращивал по одному жеребёнку, не допуская падежа.
Одним из новаторских решений, предложенных Танатаровым, стало приобретение англо-донского жеребца для улучшения породы лошадей. Под его руководством и благодаря тщательному уходу за поголовьем, в 1947 году он добился выдающегося результата — вырастил 50 жеребят от 50 закреплённых кобыл.
Указом Президиума Верховного Совета СССР от 23 июля 1948 года «за получение высокой продуктивности животноводства в 1947 году при выполнении колхозом обязательных поставок сельскохозяйственных продуктов и плана развития животноводства» удостоен звания Героя Социалистического Труда с вручением Ордена Ленина и золотой медали Серп и Молот.
В 1957 году, после слияния колхозов, Айткали Танатаров продолжил трудиться старшим табунщиком в колхозе «Суюндукский». Его опыт и преданность делу помогали поддерживать высокие производственные показатели.
В 1961 году вышел на заслуженный отдых, оставив значительный след в развитии животноводства региона.

## Память
Решением акима Суюндукского сельского округа Курмангазинского района Атырауской области от 2 июня 2017 года улице в селе Суюндук Курмангазинского района присвоено имя «Айтқали Таңатаров».